# Hồ Sơn, Tam Đảo
Hồ Sơn là một xã thuộc huyện Tam Đảo, tỉnh Vĩnh Phúc, Việt Nam.
Xã Hồ Sơn có diện tích 18,29 km², dân số năm 2003 là 5574 người, mật độ dân số đạt 305 người/km².